# محمدرضا فلاح تفتی
محمدرضا فلاح تفتی (زاده ۱۳۵۹ در قم)، عضو ششمین دوره مجلس خبرگان رهبری از استان البرز است.

## زندگی
محمدرضا فلاح تفتی در سال ۱۳۵۹ در قم به دنیا آمد. وی پس اتمام دیپلم در سال ۱۳۷۶ وارد حوزه علمیه قم شد و دروس مقدمات و سطح را به پایان برد. او سابقه حضور در دروس خارج جعفر سبحانی و ناصر مکارم شیرازی را دارد. او فارغ‌التحصیل کارشناسی ارشد در رشته ادیان ابراهیمی ۱۳۹۲ش از دانشگاه ادیان و مذاهب و همین‌طور فارغ‌التحصیل دکتری فقه و مبانی حقوق اسلامی ۱۳۹۷ش از دانشگاه تهران است.

## مسئولیت‌های اجرایی
در کارنامه اجرایی فلاح تفتی، همکاری با شورای عالی انقلاب فرهنگی، دانشگاه عالی دفاع ملی، قرارگاه خاتم الاوصیاء، مجمع جهانی اهل بیت، مجمع الفکر الاسلامی، دفتر تبلیغات اسلامی، اندیشکده مطالعات دینی، پژوهشگاه مطالعات فقه معاصر، مؤسسه آینده روشن، مؤسسه روایت سیره شهدا، مجمع جهانی شیعه‌شناسی، مرکز علمی فرهنگی بصیرت و بنیاد حفظ آثار و ارزش‌های دفاع مقدس گزارش شده‌است. نتیجه این همکاری‌ها، تدوین تاریخ شفاهی دفاع مقدس بود. او همچنین عضو هیئت تحریریه فصلنامه فرهنگ پویا، ماهنامه اعتصام و ماهنامه رسائل است. او مدتی مدیر زبان فارسی سایت ویکی‌شیعه بود هم‌اکنون مدیر محتوایی و عضوشورای سیاست گذاری این سایت است. او دبیر علمی کرسی علمی ترویجی «رابطه فقه نظام و علوم انسانی اسلامی» است.

## مجلس خبرگان
محمدرضا فلاح تفتی در انتخابات ششمین دوره مجلس خبرگان رهبری از حوزه انتخابیه استان البرز به عنوان نماینده مردم استان البرز در انتخابات ۱۱ اسفند ۱۴۰۲، از میان ۳ نامزد تأیید صلاحیت شده برای تصاحب ۲ کرسی استان البرز در مجلس خبرگان، با اخذ ۱۹۲٫۵۵۹ رای، به این مجلس راه یافت.

## دیدگاه‌ها
در پی حمله اسرائیل به ایران در خرداد ۱۴۰۴ ، فلاح طی نامه‌ای به علمای جهان اسلام از آنان خواست که حمله اسرائیل به ایران را به طور جدی محکوم کنند و از دولت‌های اسلامی بخواهند که کلیه روابطشان را با اسرائیل قطع کنند. وی هم چنین در پی تهدید ترور آیت الله خامنه‌ای از سوی نتانیاهو در پیامی که در کانال شخصی‌اش منتشر کرد، خود را پاسدار آیت الله خامنه‌ای نامید که حاضر است تا آخرین نفس از ایشان حفاظت نماید.